# カルロス・ルーナ
カルロス・アリエル・ルーナ（Carlos Ariel Luna, 1982年1月17日 - ）は、アルゼンチン・コルドバ州出身の元サッカー選手。現役時代のポジションはフォワード。

## 経歴
2000年にプリメーラB・メトロポリターナ（3部）のデポルティーボ・エスパニョールからデビューし、2001-02シーズンには優勝してプリメーラB・ナシオナル（2部）昇格を果たした。プリメーラB・ナシオナルで1シーズンプレーし、2003-04シーズンにはプリメーラB・メトロポリターナのCAオール・ボーイズに在籍。2004-05シーズンにはCAティグレでプレーした。2005年にプリメーラ・ディビシオン（1部）のラシン・クルブと契約したが、2006年にキルメスACに放出された。2006-07シーズンのキルメスは過去最悪のシーズンのひとつを過ごし、わずか勝ち点21で最下位に沈んだが、チームの成績に反してルーナは7得点を挙げた。2007年7月にはスペインのエルチェCFに移籍し、2008年にはティグレに復帰。アペルトゥーラ2008では7得点し、最後まで優勝争いに絡んだチームを引っ張った。クラウスーラ2009では終盤戦までに9得点し、最終的にチームの全24得点中11得点を決めた。ティグレは同年のコパ・スダメリカーナ出場権を獲得し、ルーナはエクアドルのLDUキトに移籍金300万ドルで移籍した。2011年3月17日、コパ・リベルタドーレスのCAペニャロール戦で、大会通算12,000点目となる節目のゴールを決めた。
CAロサリオ・セントラル退団後の2014年8月8日にティグレと2年半の契約を締結、4度目の加入となった。

## タイトル

### クラブ
デポルティーボ・エスパニョール
- プリメーラB・メトロポリターナ (1) : 2001-02

LDUキト
- セリエA (1) : 2010
- レコパ・スダメリカーナ (1) : 2010

### 個人
- プリメーラ・ディビシオン得点王 (1) : 2011-12C